# Panay

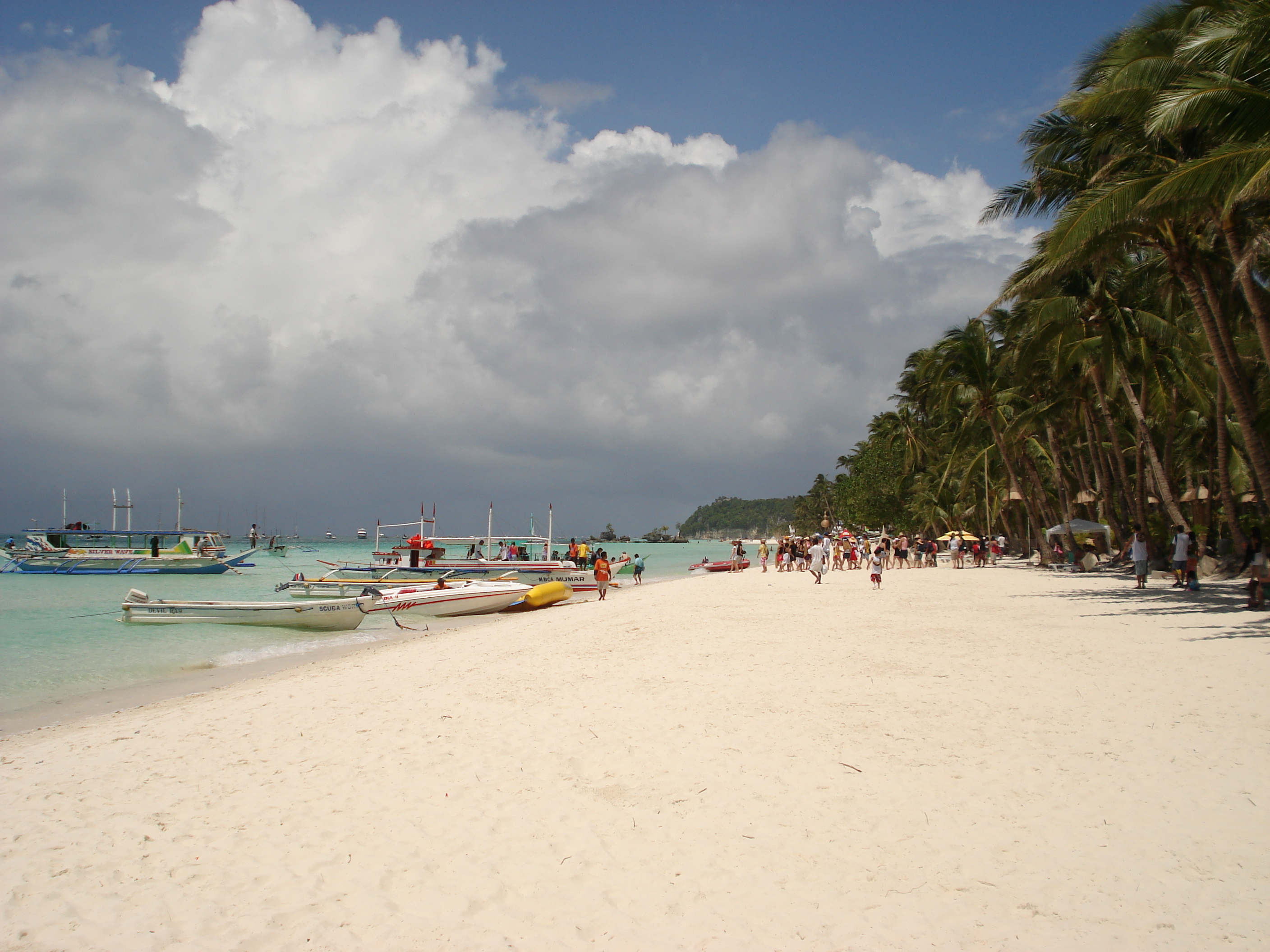
Playa en Panay.

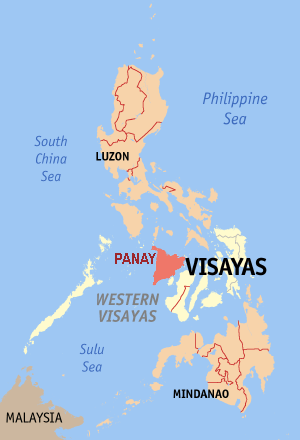
Isla de Panay.

La isla filipina de Panay se encuentra en las Bisayas Occidentales. Tiene 11.514 km².
Administrativamente se divide en cuatro provincias: Aklan, Antique, Cápiz e Iloílo.
Se distinguen en la misma tres regiones:
1. La occidental, con montañas de hasta 2.180 m
2. La llanura central, recorrida por los ríos Sibalom, Jaro y Jalaud
3. Las colinas del este

Las principales ciudades son Iloílo y Roxas. Su economía se basa en el sector primario: azúcar, arroz, pesca. También se explotan las selvas (de ébano) y se extraen cobre, carbón, manganeso, cromo y mercurio.
Tres barcos de la Armada de los Estados Unidos han llevado el nombre de esta isla.

## Geografía
- Ríos:
  - Akean